# Sebracichlid
Sebracichlid (Amatitlania nigrofasciata) är en fiskart som först beskrevs av Günther, 1867.  Sebracichlid ingår i släktet Amatitlania och familjen Cichlidae. Inga underarter finns listade i Catalogue of Life.